# شهرستان کلی (میسیسیپی)
|  |  |  |
|  |  |  |

شهرستان کِلِی در شمال‌شرقی ایالت میسیسیپی، واقع در ایالات متحده آمریکا می‌باشد. جمعیت این شهرستان ۲۰٬۶۳۴ نفر (سال ۲۰۱۰) و وسعت آن ۱٬۰۷۷ کیلومتر مربع است. مرکز این شهرستان شهر وست پوینت می‌باشد.